# Troissy
Troissy – miejscowość i gmina we Francji, w regionie Grand Est, w departamencie Marna.
Według danych na rok 1990 gminę zamieszkiwały 822 osoby, a gęstość zaludnienia wynosiła 53 osób/km².